# Пограничные эффекты проявления
Пограни́чные эффе́кты проявле́ния, эффе́кты сме́жных мест — обобщающее название явлений искажения изображения, связанных с диффузией веществ в эмульсионном слое вдоль поверхности слоя при обработке фотоматериалов.
Термин применяется также для электрографии и других фотографических процессов с физическим переносом вещества, обуславливается механическими и физическими эффектами получения изображения в соответствующем процессе.
Наиболее заметны искажения этого типа на границе участков изображения, сильно отличающихся по плотности, иным словами, получившие значительно отличающиеся экспозиции.

Пограничные эффекты проявления
чёрные стрелки — диффузия свежего проявителя
серые стрелки — диффузия продуктов проявления

## Принцип действия
Во время проявления проявитель, находящийся в участках, получивших меньшую экспозицию, практически не истощается, в нём содержится мало продуктов окисления и бромида калия. В находящемся рядом участке, получившем большую экспозицию, проявитель истощается быстрее, происходит накопление продуктов окисления проявляющего вещества и бромида калия.
Диффузия продуктов окисления из сильно экспонированных участков (свето́в негатива) приводит к замедлению проявления на границах соседних слабо экспонированных областей (теней). В то же время, диффундировавший в света свежий проявитель из соседних теней ускоряет проявление приграничной части сильно экспонированных участков эмульсии. На рисунке это наглядно показано стрелками.
Возникающие за счёт пограничного эффекта проявления дефекты изображения неустранимы. Одним из проявлений пограничного эффекта считается эффект Сабатье, когда при засветке частично проявленного изображения вокруг уже проявленных участков с высокой оптической плотностью образуется светлая кайма. Также на краевом эффекте основаны особенности так называемых «резкостных» проявителей, повышающих контурную резкость изображения за счёт увеличенного контраста мелких деталей.

## Названия эффектов
- Явление каймы, явление бордюра — увеличение плотности границ сильно экспонированных участков.
- Явление бахромы, Линии Маки — понижение плотности слабо экспонированных участков.
- Краевой эффект, эффект Эбергарда, контурный эффект — комбинация явлений каймы и бахромы. Общим результатом является то, что мелкие яркие детали изображения на фотоматериале получают большую плотность, как будто бы они экспонировались при 1.5-2 раза большей экспозицией. При голодном проявлении этот эффект может вырасти до 4-8 кратной разницы (2-3 ступени экспозиции).
- Вертикальный эффект, эффект Костинского — увеличение промежутка между двумя близко расположенными сильно экспонированными участками изображения. Связан с диффузией истощённого проявителя, создающей условия для недопроявления краёв участков.
- Эффект смежных мест — полосы и пятна в виде потёков на проявленном изображении, возникающие при слабом перемешивании проявителя из-за стекания тормозящих проявку продуктов окисления. Потёки наиболее заметны рядом с сильно передержанными или наоборот, недодержанными местами. В некоторых случаях эффект смежных мест выражается в виде потёков от перфорации, особенно заметных на краях равномерных участков снимка, например на небе.